# Israel Lozano
Israel Lozano (Madrid, 21 de enero de 1975 es un tenor lírico español.

## Trayectoria
Creció en el barrio de Carabanchel. Inició sus estudios con la soprano Emelina López y el tenor Alfredo Kraus. Estudió en la Escuela Superior de Canto y en la Escuela Superior de Música Reina Sofía de Madrid, obteniendo el título de G.P.D. en Ópera en el Peabody Conservatory de la Universidad Johns Hopkins, en Estados Unidos. En 2002-04 se graduó en el Young Artist Program de la Washington National Opera bajo la dirección artística de Plácido Domingo. En 2003 ganó, por primera vez en Operalia -el concurso para jóvenes talentos líricos- tres premios: Ópera, Zarzuela y el Premio del Público.
Debutó en 2004 en el Teatro Real de Madrid, cantando el papel Belfiore en Il Viaggio a Reims y en 2006 el papel de Javier Moreno en Luisa Fernanda, en el Theater an der Wien de Viena, junto a Plácido Domingo, y Alfredo en La Traviata, en el Festival de Ludwigsburg en Alemania y en el Teatro Liceu de Barcelona.
Ha cantado papeles principales en los teatros de la Ópera Nacional de Washington, Ópera de Los Ángeles, Boston, Gran Ópera de Florida, Santiago de Chile, Festival Menuhin en Suiza, Palacio Euskalduna, Teatro Campoamor, Teatro Real de Madrid, Carnegie Hall en Nueva York y con la Orquesta Sinfónica Nacional de Estados Unidos.